# Ernst Wratislaw Wilhelm von Wobeser
Ernst Wratislaw Wilhelm von Wobeser auch: Ernst Wetislaus Wilhelm von Wobeser (* 29. November 1727 in Luckenwalde; † 16. Dezember 1795 in Herrnhut) war ein Diakon der Herrnhuter Brüdergemeine, Dichter und Übersetzer.

## Leben

### Herkunft und Familie
Er stammte aus der pommerschen uradligen Familie Wobeser. Seine Eltern waren der preußische Rittmeister beim Regiment Gens d'armes und späterer (1732) Landrat Peter Christian von Wobeser (1687–1759) und Dorothea Luise, geborene von Plessen.
Er heiratete 1771 Luise Friederike von Damnitz.

### Werdegang
Wobeser erhielt bis zu seinem vierzehnten Lebensjahr eine pietistische christliche Erziehung durch einen Privatlehrer. Hiernach besuchter er die Ritterakademie in Brandenburg und wechselte im Frühjahr 1742 auf die Schule im Kloster Berge. Im August 1744 zog er zu seinem Onkel, dem preußischen Generalmajor Joachim Wocislaus von Wobeser (1685–1746) und besuchte das dortige Gymnasium in Minden.
Auf Empfehlung durch Generalfeldmarschall Friedrich Ludwig zu Dohna (1697–1749) bestritt er ab September 1746 eine Offizierslaufbahn im Regiment des Reichsgrafen zu Neuwied. Während seiner 18-jährigen Dienstzeit am Hofe wurde er für die verschiedensten Aufgaben verwendet. So war er u. a. während des Siebenjährigen Krieges mit den Verhandlung mit der französischen Heeresleitung über die Winterquartiere und Kriegslieferungen der Grafschaft Wied-Neuwied betraut. Wobeser war Mitglied der Neuwieder Freimaurerloge „Caroline zu den drei Pfauen“.
Bereits im Jahr 1750 ließen sich die Herrnhuter Brüdergemeine in Neuwied nieder. Nach Intensivierung der Kontakte entschloss sich Wobeser, seinen Abschied zu nehmen und um Aufnahme in die Brüdergemeine nachzusuchen. Im Frühjahr 1765 erhielt er in Herrnhut den Auftrag, in Angelegenheiten des Unitätsdirektoriums nach Kopenhagen zu reisen, und wurde erst nach seiner Rückkehr am 13. Oktober 1766 in die Gemeine aufgenommen und bei dem Unitäts-Syndikatscolleg angestellt. 1767 erhielt er das Fremdendieneramt in Herrnhut und wenig später eine Beschäftigung im Aufseherkollegium. Eine Zeit lang half er Cyriacus Spangenberg bei der Ausarbeitung der Zinzendorfbiografie. Nachdem er durch Johannes von Watteville zum Diakon der Brüderkirche geweiht worden war, begab er sich 1775 als Protokollant auf die Synode nach Barby, wo er am 1. September zum Mitglied der Unitäts-Ältestenkonferenz für das Vorsteherdepartement ernannt und am 8. September zum Senior civilis eingesegnet wurde. Im gleichen Jahr begann er mit Christian Gregor das neue Herrnhutische Gesangbuch zusammen zu stellen.
Im April 1780 reiste er nach Christiansfeld in Schleswig und half hier die Verhältnisse der neuerrichteten Brüdergemeine mit den Landesbehörden ordnen. Nach der Synode des Jahres 1782 erhielt er die Berufung zum Gemeinhelfer in Niesky bei Görlitz und zum Direktor der dortigen Unitätsanstalten. Aus gesundheitlichen Gründen erwirkte er 1784 seine Entlassung. Er siedelte nun wieder nach Herrnhut über, um seinen dichterischen und literarischen Neigungen nachzugehen und schon früher begonnene Arbeiten zu vollenden oder zu verbessern.

### Werke (Auswahl)
- Dreyßig Oden aus dem Horaz. Leipzig = Sechzig gewählte Oden des Horaz in dem Versmaß des Originals übersetzt. Nebst drei Eklogen aus dem Vergil. Görlitz 1795.
- Homers Iliade, von neuem metrisch übersetzt. Leipzig 1781–1787.
- Psalme, dem Könige David und andern heiligen Sängern nachgesungen. Winterthur 1793.
- Gedichte vermischten Inhalts. Frankfurt a. M. und Leipzig 1778–1779.
- Zypressenzweige um die Urne Ludwigs XVI. Görlitz 1793.
- die Nummern 249. 1–4; 410. 11 und 458 im Gesangbuch der evangelischen Brüdergemeine. Gnadau 1893.